# فولکس‌واگن پولو
فولکس‌واگن پولو (به انگلیسی: Volkswagen Polo) یک خودرو سوپرمینی تولید شده توسط تولیدکننده آلمانی فولکس‌واگن است که از سال ۱۹۷۵ در حال تولید است. مدل‌های هاچ‌بک، سدان و استیشن واگن از گروه فولکس‌واگن در اروپا و دیگر بازارهای جهانی فروخته می‌شود. پولو در شش نسل به همراه فیس‌لیفت تولید شده‌است. مدل‌های مرتبط با این خودرو شامل اشکودا فابیا، سیات ایبیزا و آئودی ای۱ هستند.
فولکس‌واگن پولو در سال ۲۰۱۰ عنوان خودروی سال اروپا را به دست آورد.